# Euphorbia greenwayi
Euphorbia greenwayi es una especie fanerógama perteneciente a la familia de las euforbiáceas. Es endémica de Tanzania.

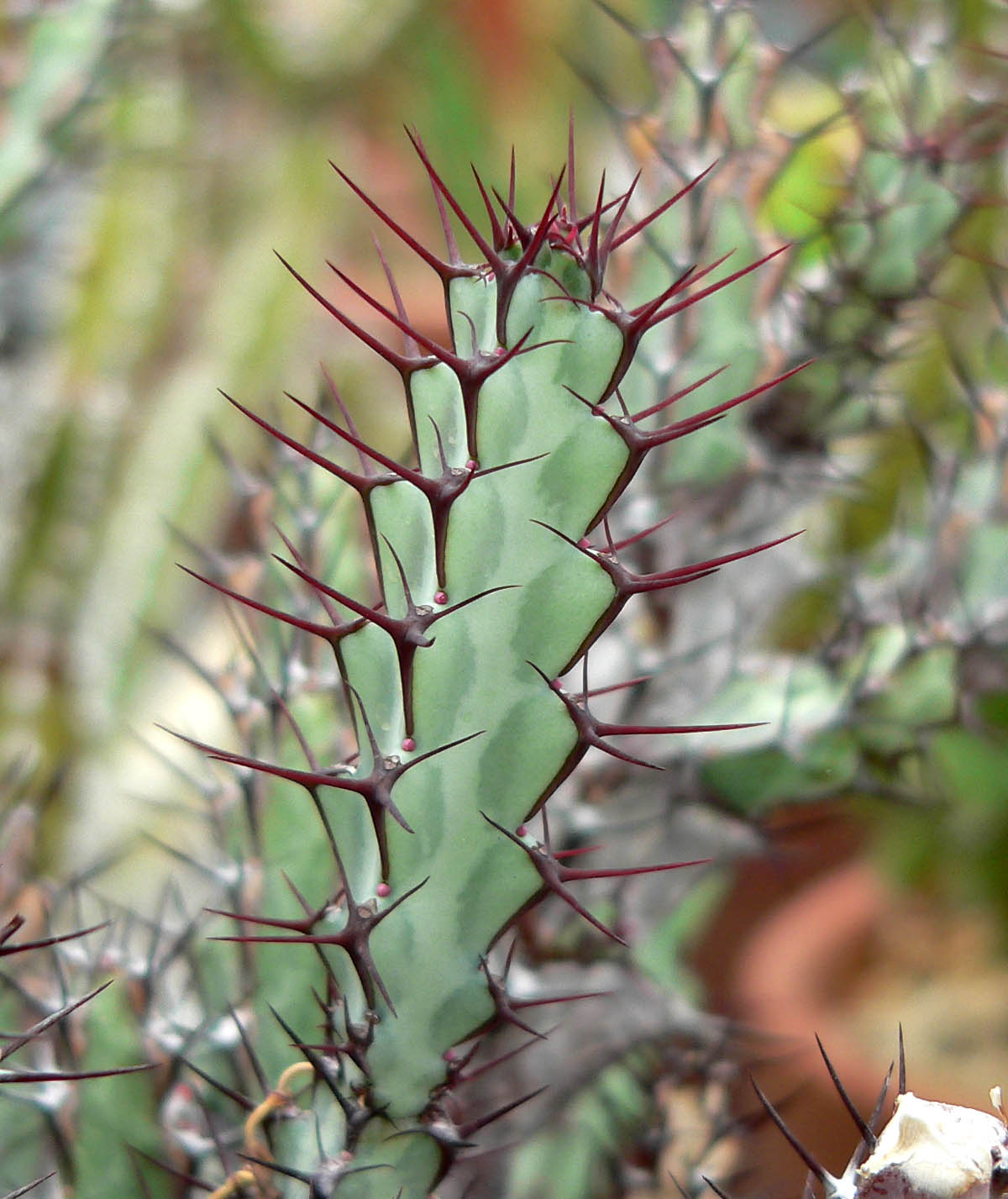
Detalle de la planta

## Descripción
Es una planta suculenta muy ramificada procumbente o semi-perenne, trepadora que alcanza los 0,3-1,2 m de altura, las ramas bruscamente tetrangulares; ángulos con los dientes con poca profundidad de 1-1,5 cm de distancia, espinosa, frutos en cápsulas y semillas desconocidas.

## Ecología
Se encuentra en escarpes rocosos con Brachystegia en el bosque abierto, y entre las rocas en el bosque abierto caducifolio, a una altitud de 1000-1500 metros.
Planta con extraordinarias flores de colores, de color blanco, amarillo, rojo, y, a veces casi azul, o más comúnmente con los tallos verdes oscuros, a veces con una raya más clara longitudinal; y espinas de color rojo o negro.

## Variedades
- Euphorbia greenwayi ssp. breviaculeata S.Carter 1987
- Euphorbia greenwayi ssp. greenwayi

## Taxonomía
Euphorbia greenwayi fue descrita por P.R.O.Bally & S.Carter y publicado en Kew Bulletin 29: 512. 1974.
Etimología
Euphorbia: nombre genérico que deriva del médico griego del rey Juba II de Mauritania (52 a 50 a. C. - 23), Euphorbus, en su honor – o en alusión a su gran vientre –  ya que usaba médicamente Euphorbia resinifera. En 1753 Carlos Linneo asignó el nombre a todo el género.
greenwayi: epíteto otorgado en honor del botánico inglés Percy James Greenway (1897 - 1980).